# 中条古墳群
座標: 北緯36度10分36.8秒 東経139度24分46.1秒 / 北緯36.176889度 東経139.412806度

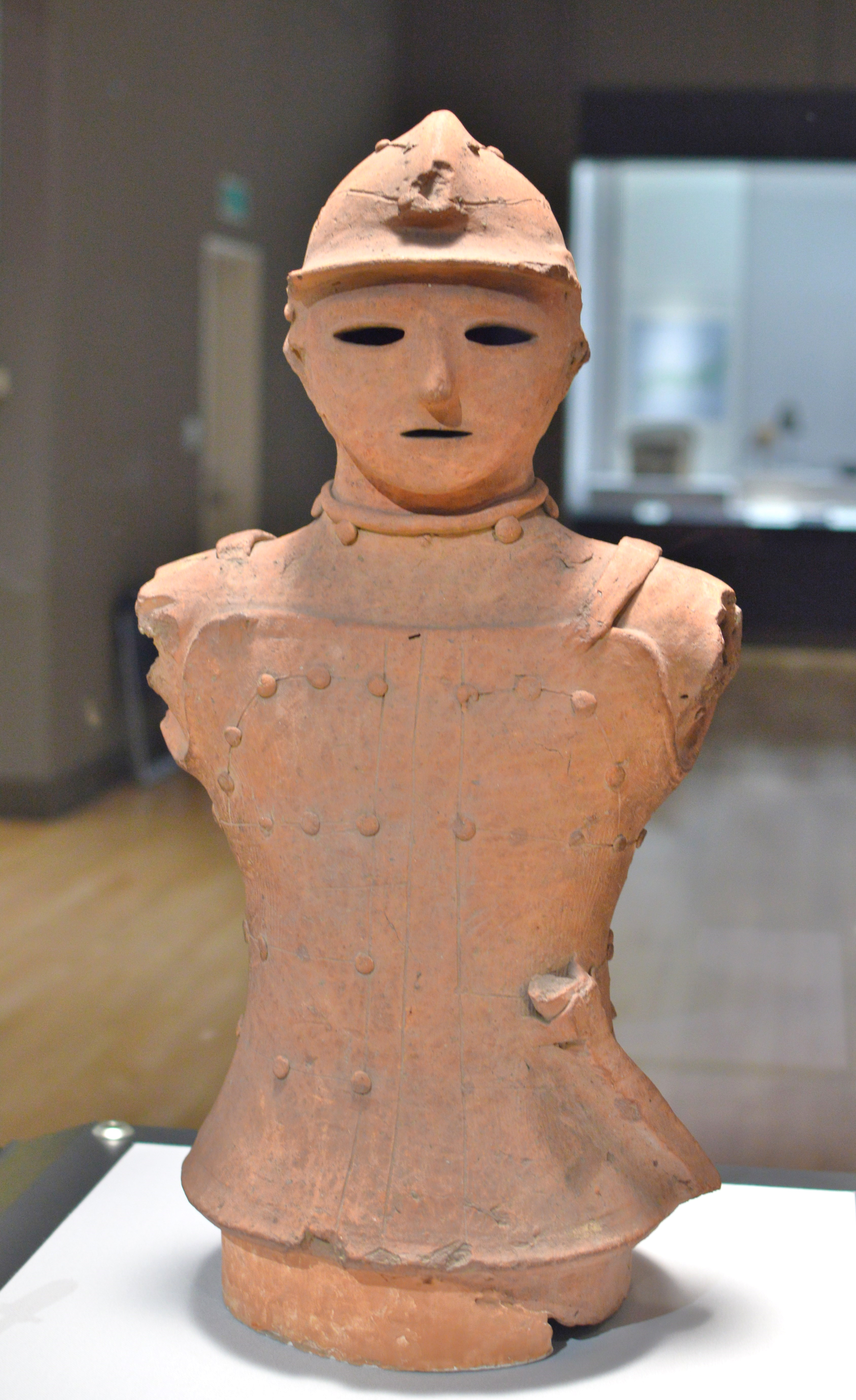
中条支群の鹿那祇東古墳出土と伝わる埴輪 短甲の武人（東京国立博物館）

中条古墳群（ちゅうじょうこふんぐん）は、埼玉県熊谷市中条地域にある古墳群。重要文化財の「埴輪武装男子像（埴輪 短甲の武人）」、「埴輪馬」をはじめ多くの埴輪や副葬品が出土している。

## 概要
福川右岸の自然堤防上に造営された。
上中条地区の中条支群（上中条支群）、大塚地区の大塚支群、今井地区の今井支群で構成されており、かつては前方後円墳2基、方墳2基、円墳32基、円墳と見られる古墳3基の計39基が数えられたが、その多くは開墾などにより破壊され、半壊した墳丘を留めるもの2基（小曽根神社古墳と中条大塚古墳）以外は、墳丘が削平されたもの28基、消滅したもの9基という状態にある。

## 主な古墳

### 鎧塚古墳
今井支群に属する。墳丘は破壊され現存しない。1979年（昭和54年）に、農村基盤整備総合パイロット事業に伴って発掘調査が行われた。全長43.8メートル・後円部径31.8メートル・前方部幅12.5メートルの帆立貝形古墳で、円形に近い盾型の周溝（幅12.5～14メートル）が巡る。周溝の直上からは6世紀前半に降下した、榛名山二ツ岳渋川火山灰（Hr-FA）が検出されている。出土した土器は1988年（昭和63年）2月26日付けで県の有形文化財（考古資料）に指定された。築造時期は5世紀末～6世紀初頭とされている。

### 大塚古墳
大塚支群に属する。1959年（昭和34年）11月3日付けで熊谷市指定史跡に指定された。熊谷市指定史跡整備事業として、1982年（昭和57年）と1984年（昭和59年）の2次にわたって調査が行われた。径59メートルの低い基壇上に径35メートルの円丘が乗っている。現在東と南側を寺と神社によって破壊され、径24メートル・高さ3.5メートルほどの墳丘が残っている。主体部は緑泥片岩と角閃石安山岩を用いた複室構造の胴張りのある横穴式石室で、規模は全長9.6メートル・奥壁幅2.3メートル・奥壁高2.75メートルである。副葬品は小札甲の小札、鉄鏃、金銅鞘尻金具、塗漆木片、勾玉が出土している。また墳丘基壇から須恵器大甕が出土した。築造年代は7世紀中頃から後半とされている。

### 鹿那祇東古墳（かなぎひがしこふん）
中条支群（上中条支群）に属する。1876年（明治9年）2月2日に11体の埴輪が偶然出土し、現存する武人埴輪と馬形埴輪が重要文化財に指定された。